# Traditionelle Architektur

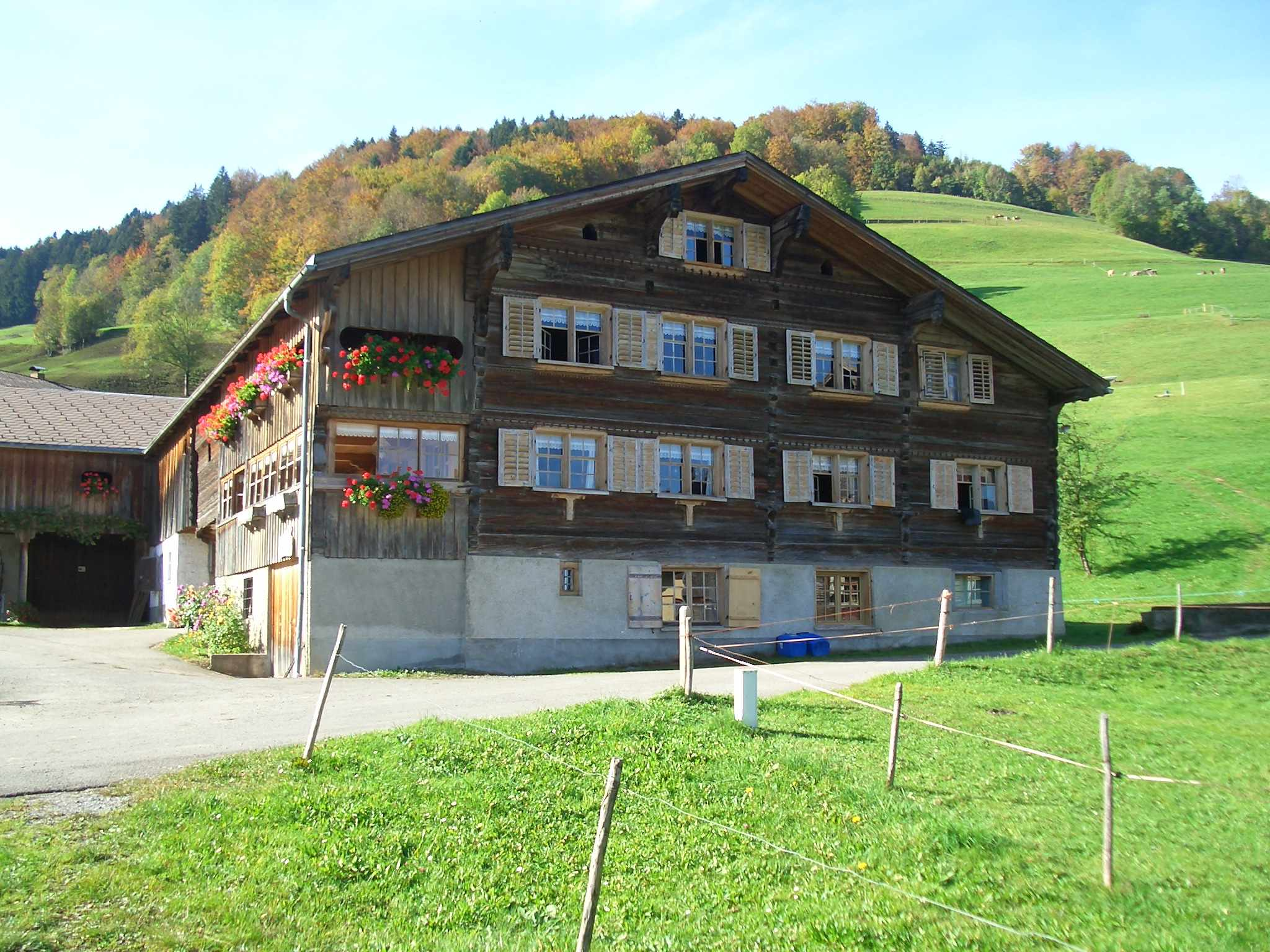
Traditionelles Bregenzerwälderhaus im Bregenzerwald

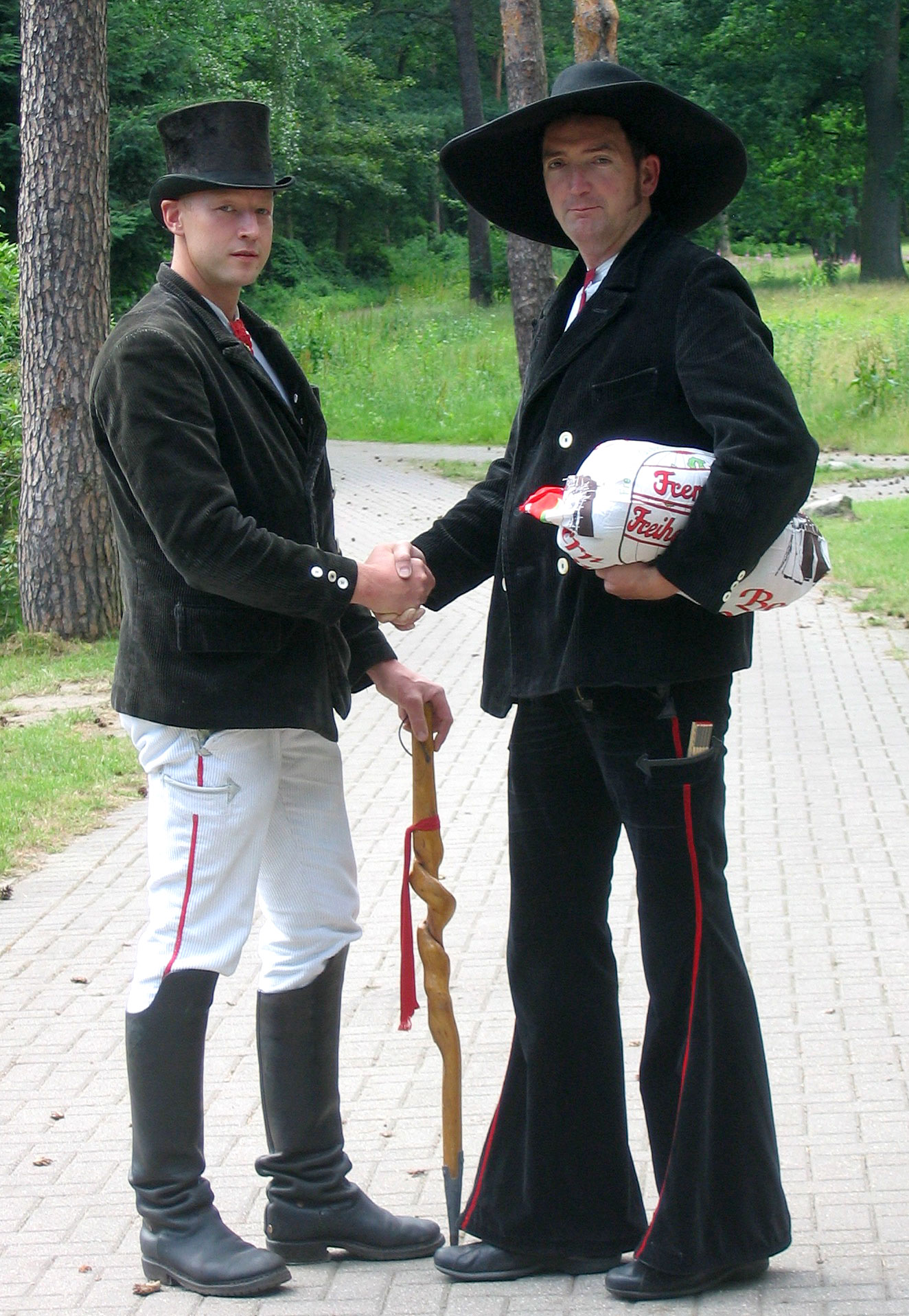
Handwerkstraditionen spielen eine wichtige Rolle in der traditionellen Architektur.

Der Begriff traditionelle Architektur (auch traditionelles Bauen, heimisches oder lokales Bauen) beschreibt Bauweisen und -verfahren, bei denen lokale Materialien und Bautraditionen zum Einsatz kommen, um konkrete Bauaufgaben zu erfüllen.
Die entstehenden Bauwerke definieren in ihrer Gesamtheit eine wiedererkennbare regionale Architektursprache mit typischen Bauformen. Oft sind diese Bauformen auch nach einer Region benannt, wie zum Beispiel das Schwarzwaldhaus.
Der Begriff kann im heutigen Sprachgebrauch historische Bauformen bezeichnen, die in dieser Form heute nicht mehr errichtet werden. Traditionelle Architektur wird aber auch sinnverwandt als regionale Architektur bzw. vernakuläre Architektur bezeichnet, womit auch heutige Bauten gemeint sind, die in traditioneller Architektursprache errichtet werden. Als weitere Bezeichnungen können Traditionalismus oder Regionalismus für Bauten in traditioneller Architektur verwendet werden, wobei der Traditionalismus auch als eigenständiger Stilbegriff für traditionell inspirierte Bauten seit dem 20. Jahrhundert steht.
Manche Bautraditionen sind auch gesondert als immaterielles Kulturerbe geschützt, in Deutschland etwa die Reetdachdeckerei, das Bauhandwerk der Orgelbauer und Bauhütten, sowie die Arbeit mit Kalkmörtel und Kratzputz. Auf weltweiter Ebene gibt es UNESCO-geschützte traditionelle Bautechniken.

## Charakter
In Abgrenzung zu der von Fachleuten bewusst entworfenen und geplanten Architektur, die einer definierten Gestaltungsabsicht folgt, entstand traditionelle Architektur oft aus der pragmatischen Anwendung handwerklicher Traditionen zur Befriedigung eines akuten Raumbedarfs. Sie ist stark beeinflusst von lokalen Gegebenheiten wie Klima, Umweltbedingungen, verfügbaren Baumaterialien und der Gesellschaftsform. Die Realisierung erfolgt durch Handwerker und Laien, oft als Gemeinschaftswerk. Im Gegensatz zur repräsentativen Architektur sind die Bauaufgaben meist einfachere Wohn- und Nutzgebäude, oft bestimmt für die Landwirtschaft mit einem beschränkten Budget. 
In vor-moderner Zeit und in traditionellen Kulturen folgt die traditionelle Architektur meist keiner akademischen Architekturströmung und wollte in der Regel nicht bewusst neue Wege beschreiten. Die Inhalte waren vielmehr eher konservativ ausgelegt und folgten im Wesentlichen dem Prinzip des Bewährten. Über viele Jahre wurden Struktur und Gestaltung in kleinen Schritten entwickelt und an die lokalen Gegebenheiten angepasst.
Doch auch traditionelle Architektur entwickelt und verändert sich – wie jede Tradition – kontinuierlich. Einflüsse aus anderen Regionen, Veränderungen der gesellschaftlichen Umstände, neue Materialien und Moden spielen eine Rolle. Die Übergänge zur professionell geplanten Architektur sind fließend, beide Bereiche haben sich schon immer stark gegenseitig beeinflusst. Auch heute basieren viele Architekten Elemente ihrer Entwürfe auf lokalen Traditionen oder bauen sogar bewusst vollständig in traditioneller Architektur. Besonders in Urlaubsregionen gibt es viele Beispiele für Neubauten in traditioneller Architektur, z. B. Reethäuser auf der Insel Rügen. Oder auch die meist falunroten Stugor nach schwedischer Bauart.

## Abgrenzung
Weitere Begriffe, die ähnliche Sachverhalte beschreiben sind 
- Vernakuläre Architektur: Vom lateinischen vernaculus = „einheimisch“, in vielen Sprachen ist dieser Begriff klar definiert und weiter verbreitet als im Deutschen. Etwa im Englischen als vernacular architecture.
- Architektur ohne Architekten / anonyme Architektur: Ein Buchtitel des Autors Bernard Rudofsky. Anonyme Architektur im strengen Sinne bedeutet, dass der Entwurfsverfasser nicht dokumentiert oder der Öffentlichkeit / Fachöffentlichkeit nicht bekannt ist. Weiter gefasst wurde der Begriff von Rudofsky aber auch synonym für traditionelle Architektur benutzt.
- Regionale Architektur: Begriff, der nicht vorderrangig den Prozess als vielmehr das Ergebnis beschreibt: eine regional homogene Architektursprache, basierend auf gestalterischen Merkmalen. Es geht dabei um die geographische Abgrenzung und Kategorisierung. Die Definition regionaler Stereotype ist nicht unproblematisch, eine eindeutige Abgrenzung oft schwierig[1]. Der Begriff wird nicht nur im baugeschichtlichen Kontext benutzt, sondern auch bei Betrachtungen und Debatten zeitgenössischer Architektur in einer Region.[2][3][4]
- Volksarchitektur: Begriff, der offenbar vor allem in Böhmen beziehungsweise Tschechien benutzt wird.[5]

## Beispiele

### Deutschland, Österreich, Schweiz

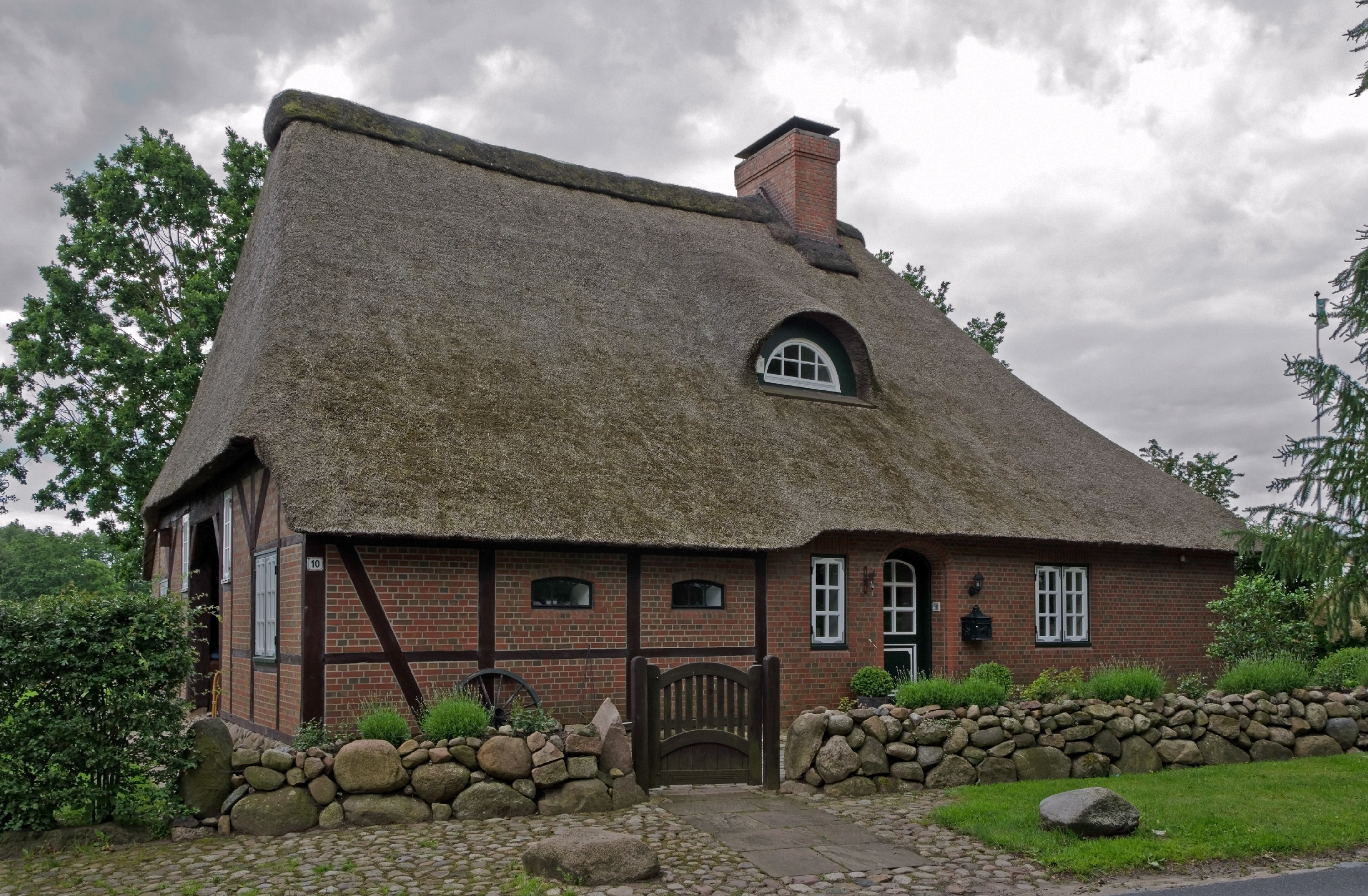
Traditionelles Reethaus in Borstel-Hohenraden
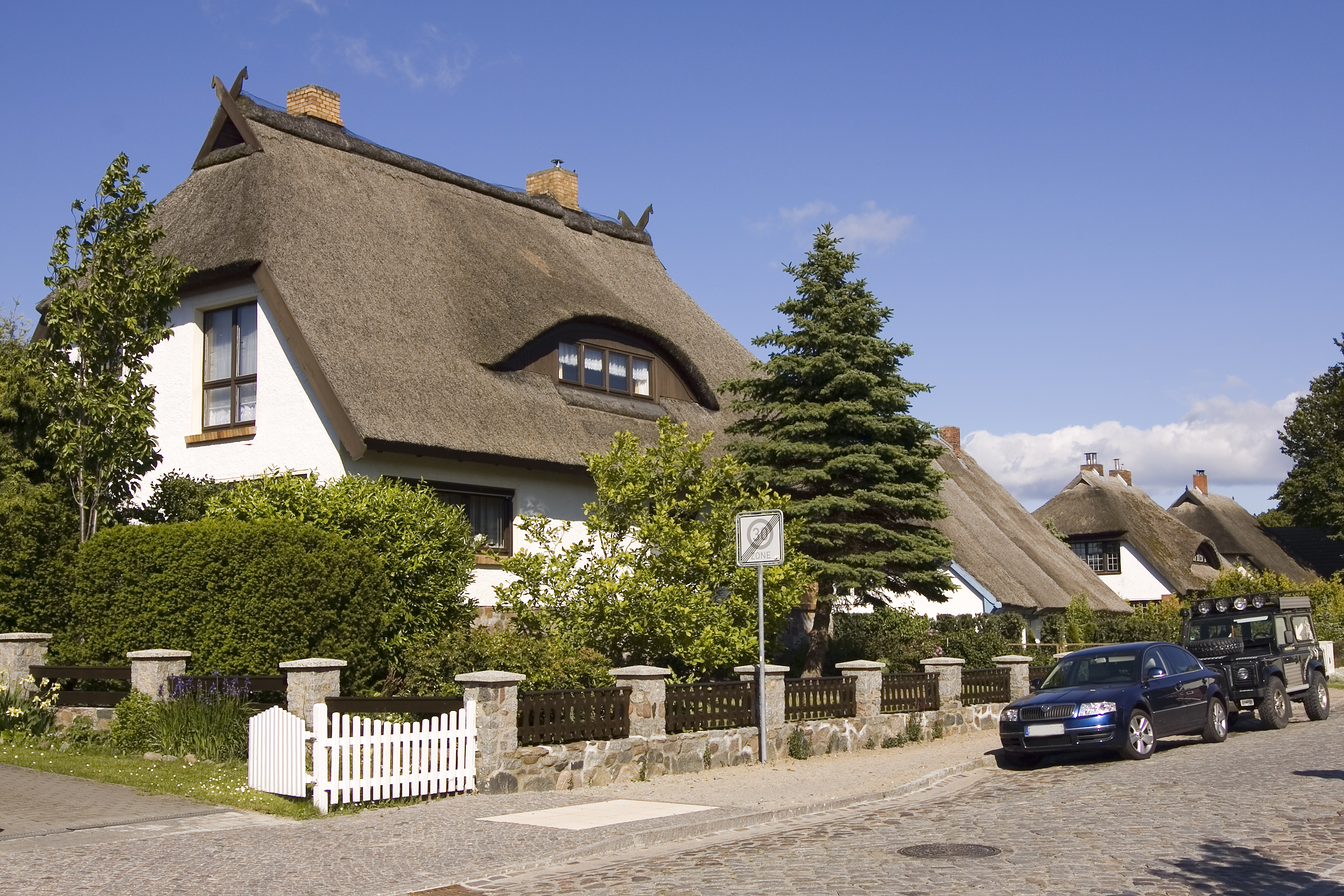
Traditionelle Reethäuser in Altefähr auf der Insel Rügen
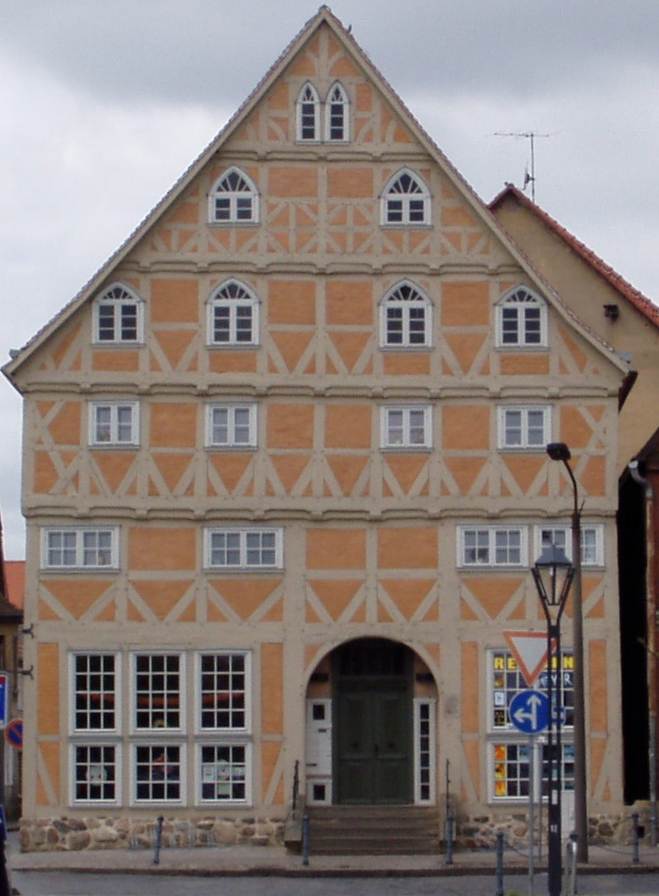
Fachwerkhaus in Kyritz
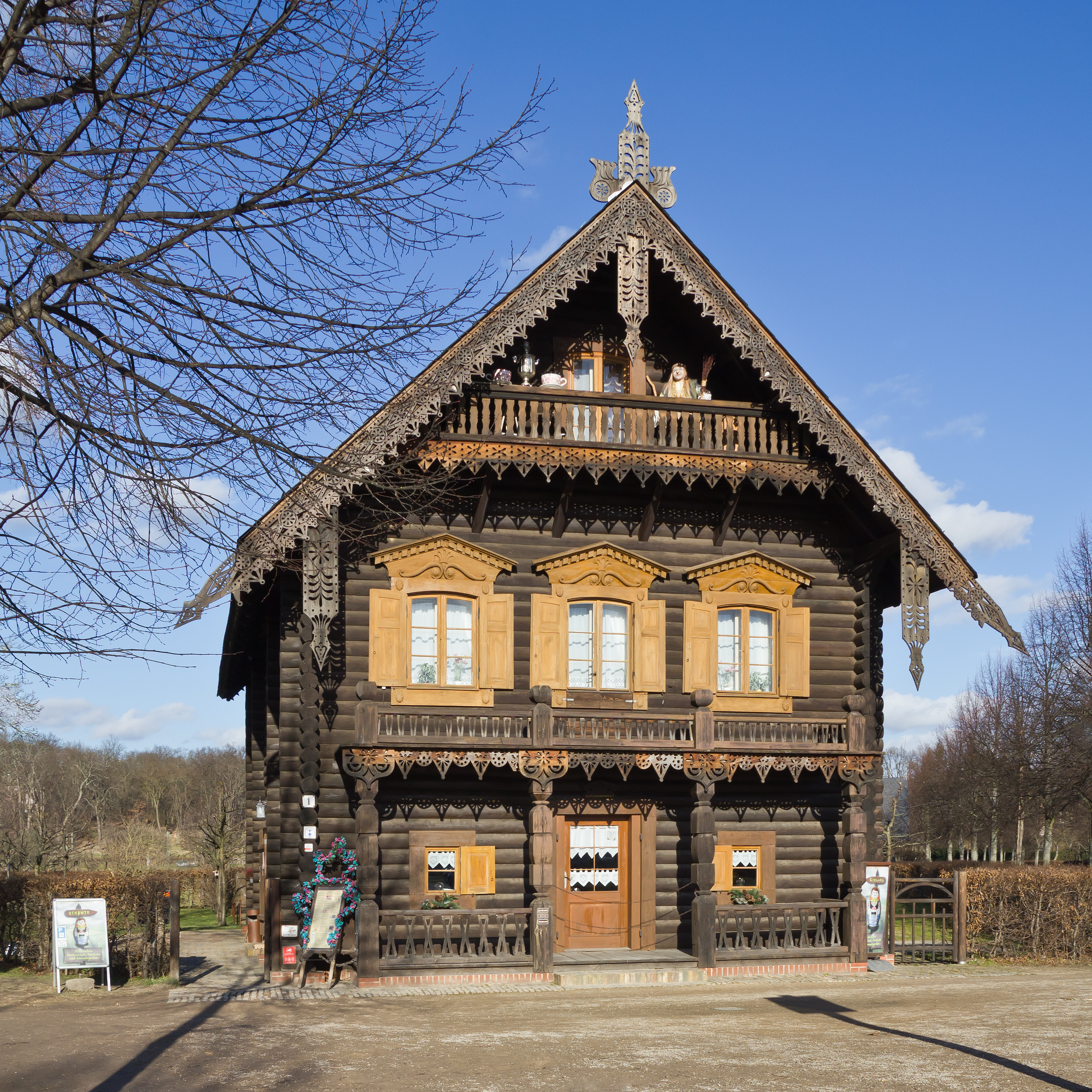
Russische Kolonie Alexandrowka in Potsdam: Beispiel für traditionelle Architektur abseits ihres Ursprungsortes
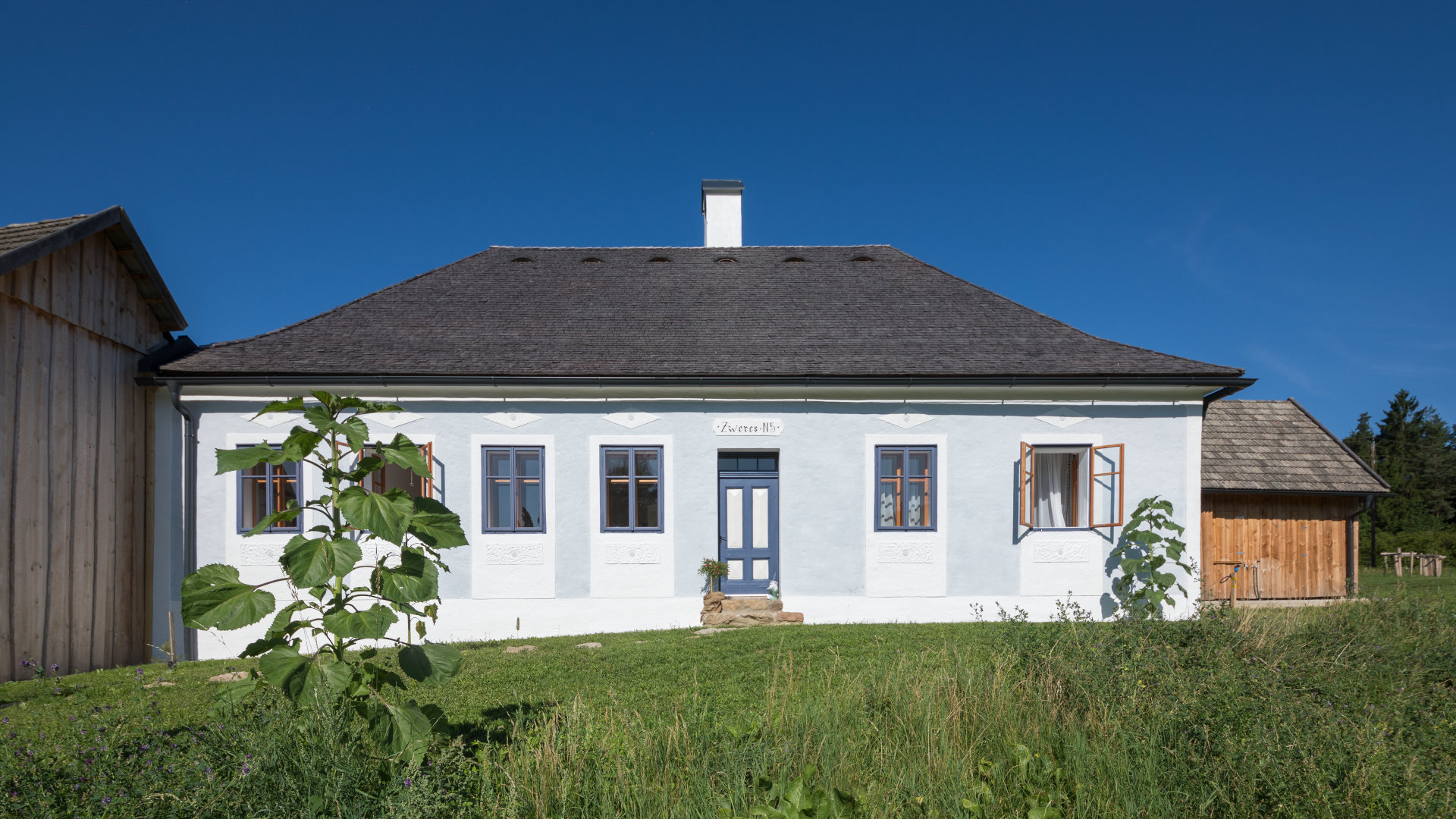
Saniertes Bauernhaus im Waldviertel (Niederösterreich)

### Weltweit

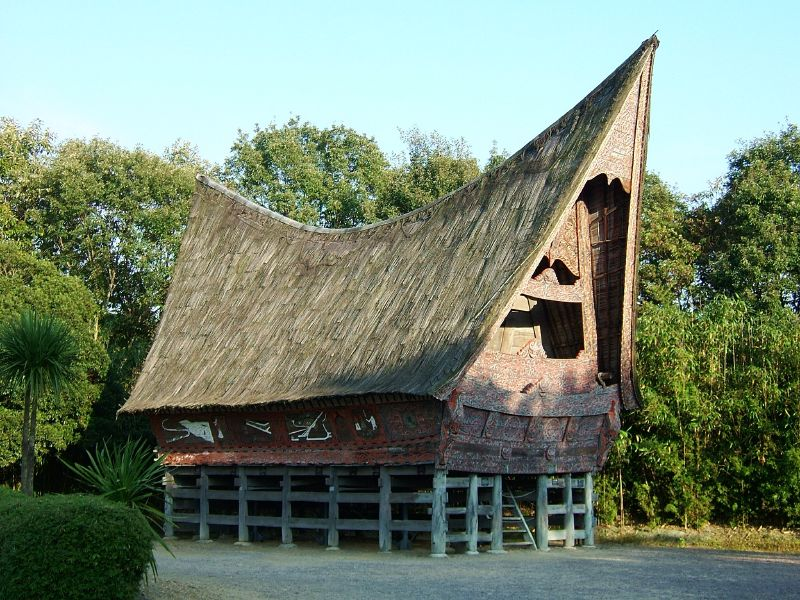
Ein traditionelles Batak-Haus auf Sumatra
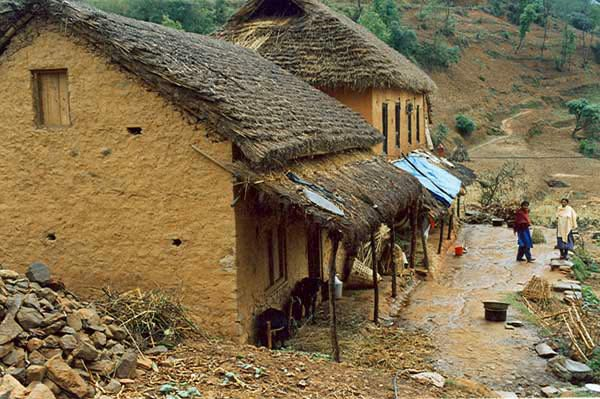
Stein- und Lehmhäuser in Nepal
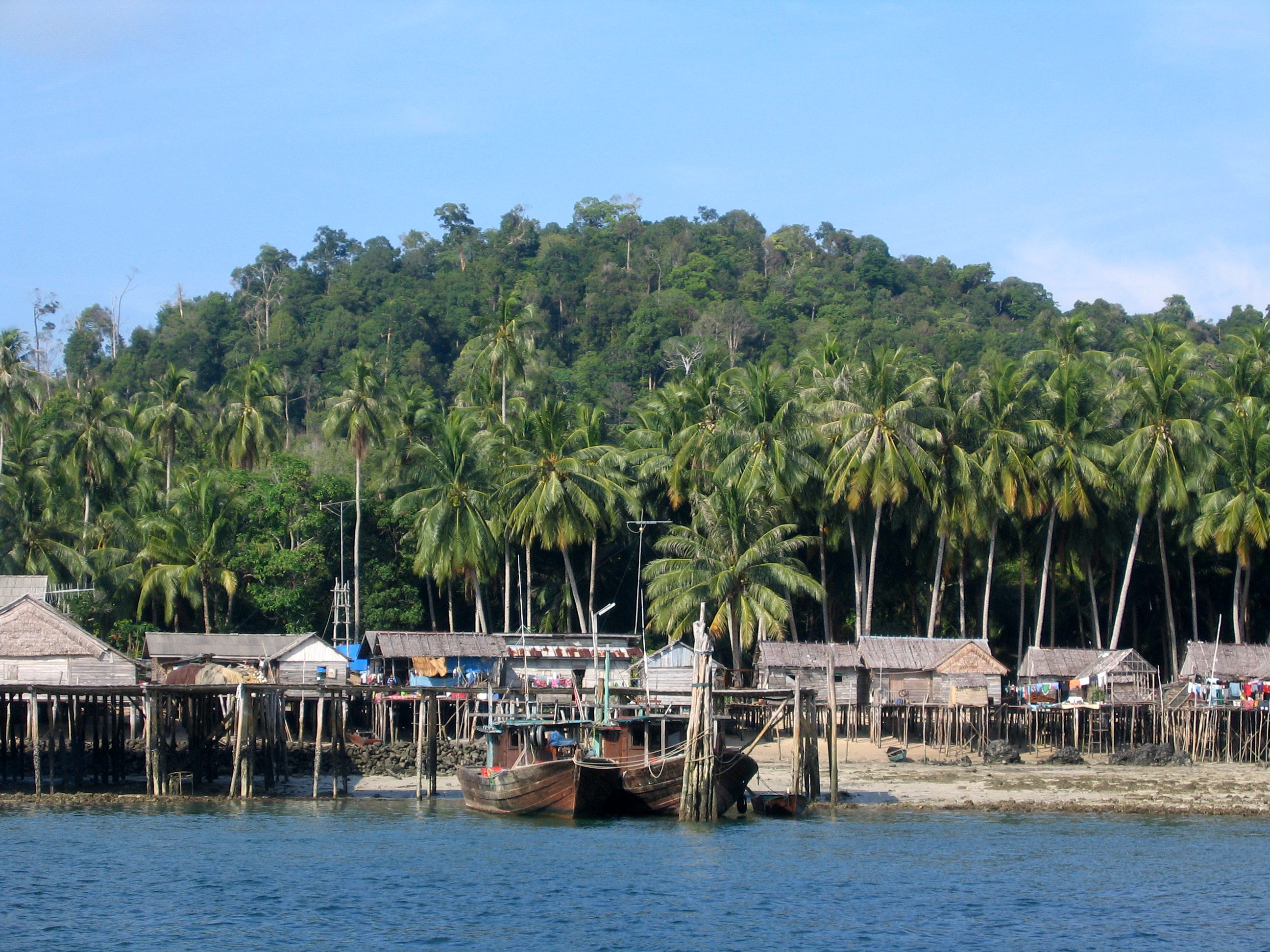
Stilt-Häuser, Cempah, Lingga-Inseln, Indonesien
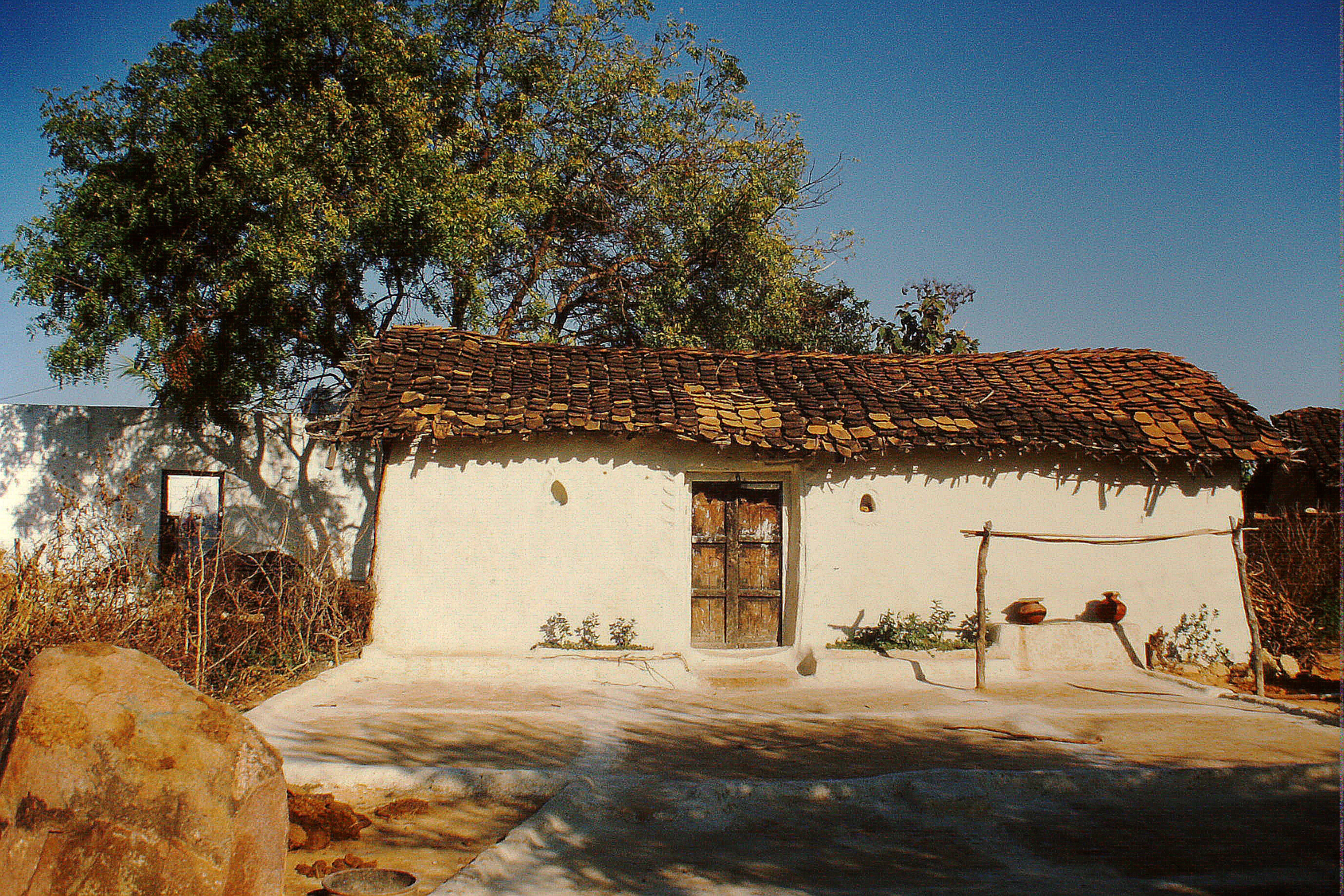
Fensterloses Lehmhaus in Khajuraho, Indien
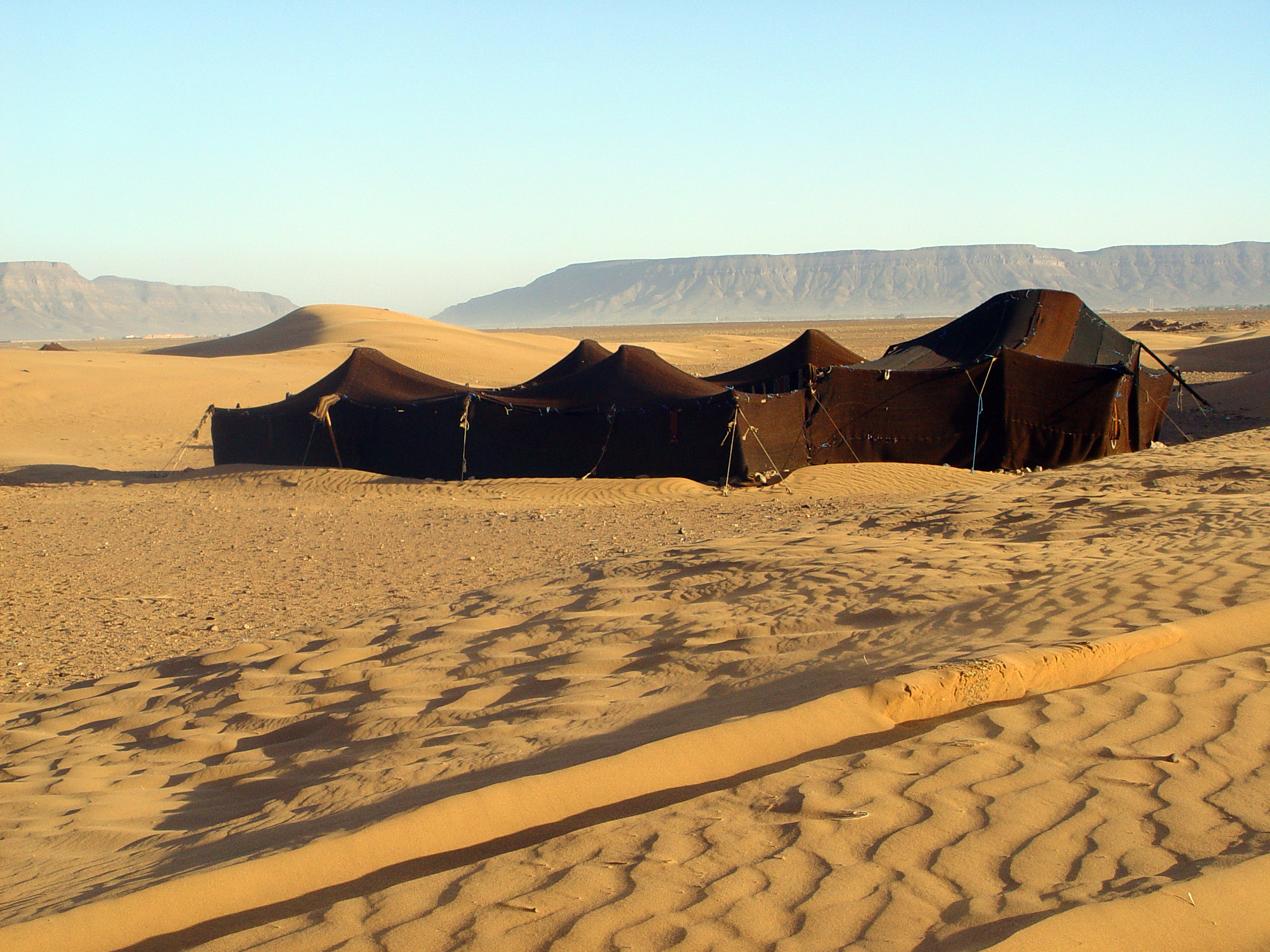
Berberzelte, Zagora, Marokko
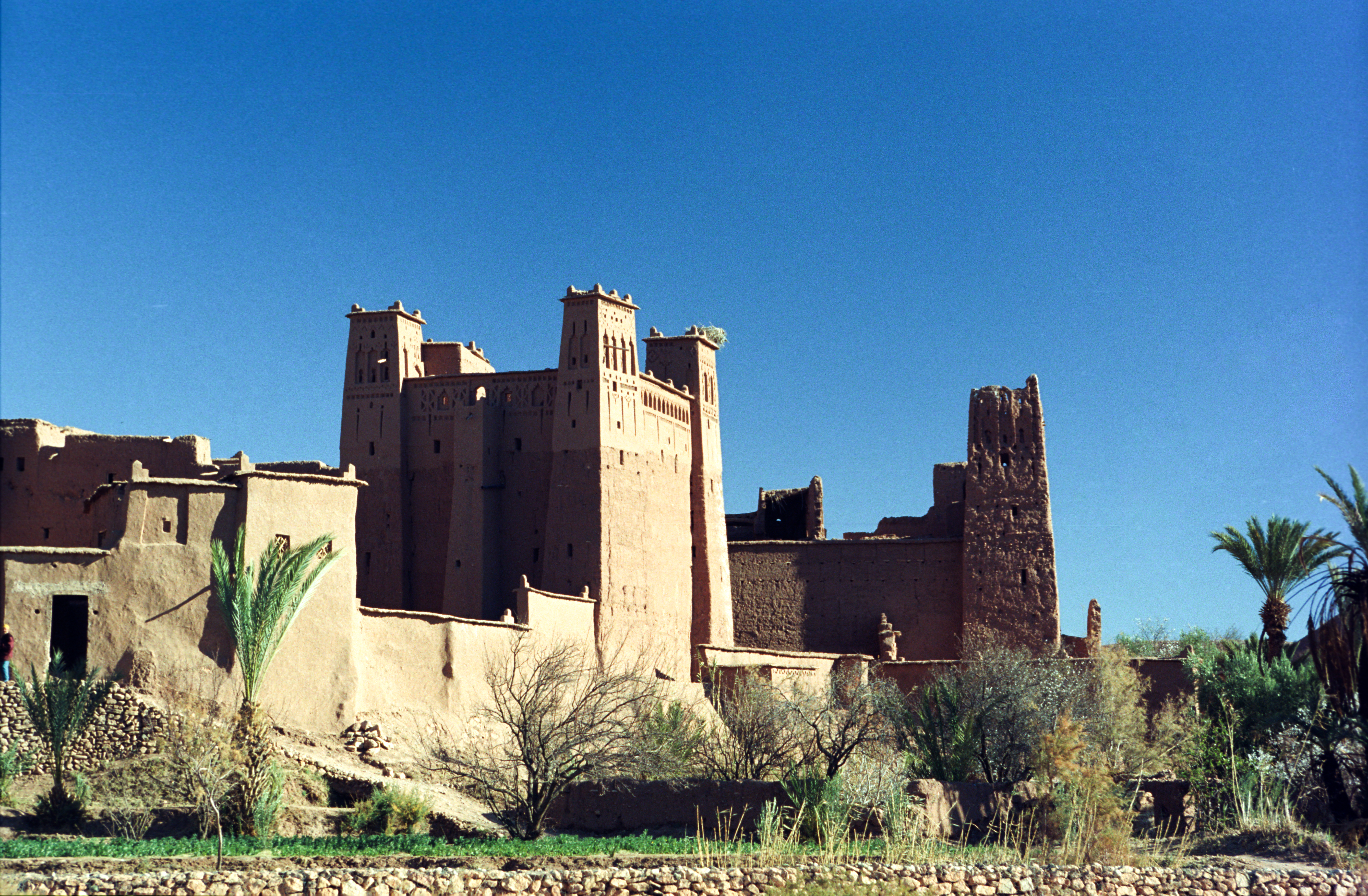
Wohnburgen aus Lehm in Aït Benhaddou, Marokko
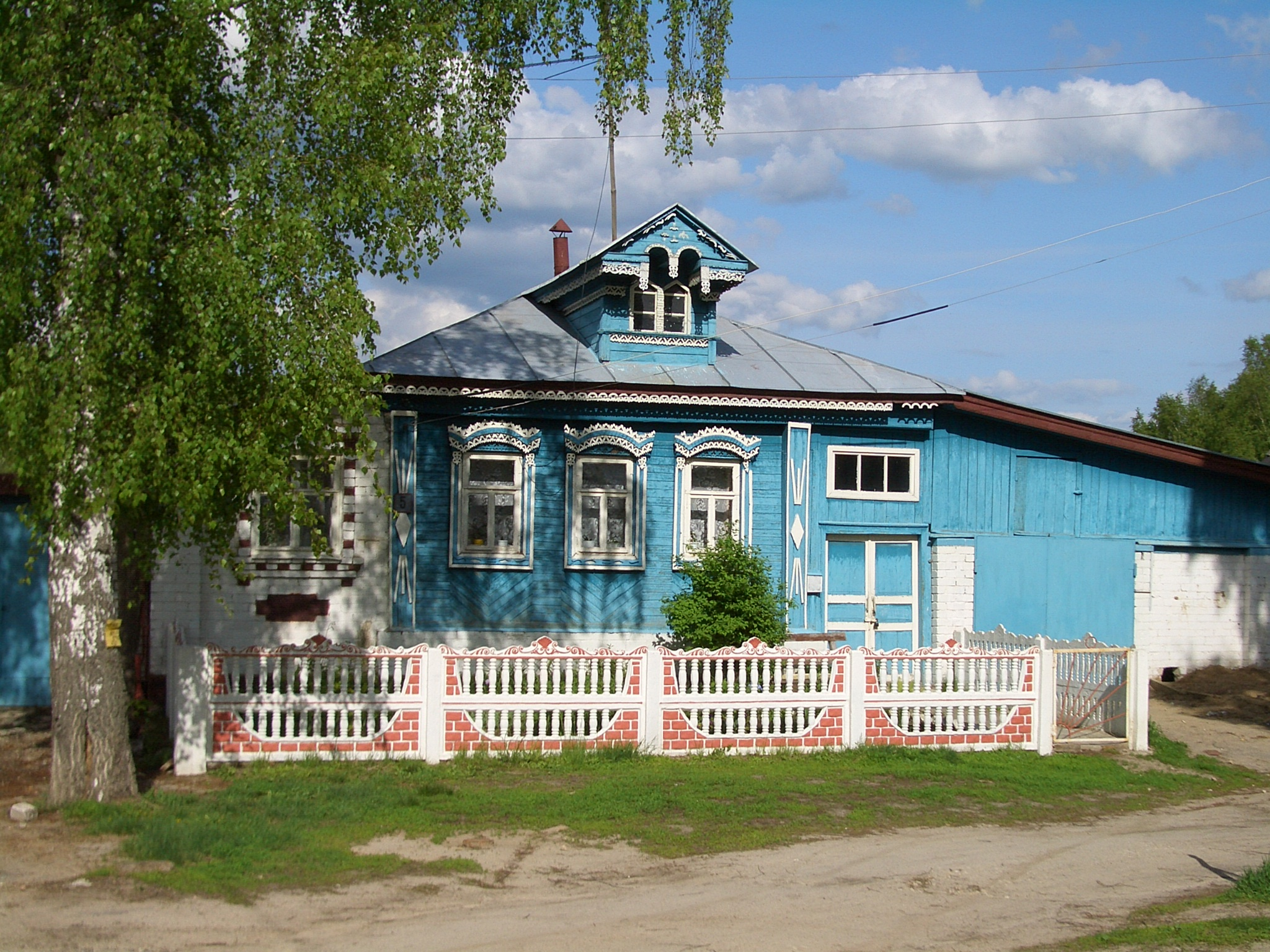
Landhaus, Kstowo, Russland
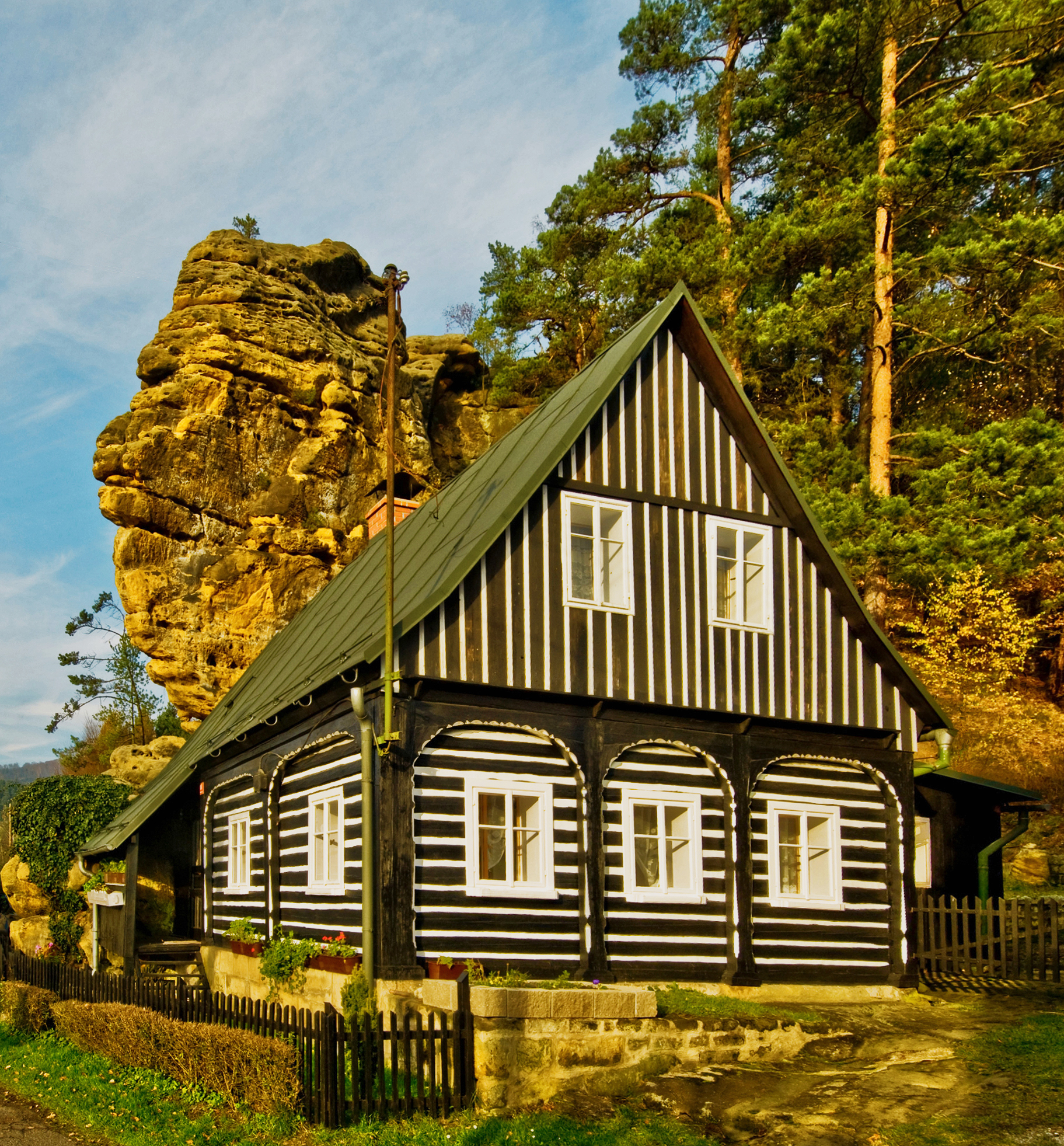
Umgebindehaus in Jetřichovice (Dittersbach), Böhmische Schweiz, Tschechien